# (33118) Naiknaware
1998 BZ12 (asteroide 33118) é um asteroide da cintura principal. Possui uma excentricidade de 0.11114930 e uma inclinação de 1.34182º.
Este asteroide foi descoberto no dia 23 de janeiro de 1998 por LINEAR em Socorro.